# Athyrium nepalense
Athyrium nepalense är en majbräkenväxtart som beskrevs av Fraser-jenk. Athyrium nepalense ingår i släktet Athyrium och familjen Athyriaceae. Inga underarter finns listade.